# 胡寧 (布宜諾斯艾利斯省)
胡寧（西班牙語：Junín）是阿根廷的城市，位於該國東部，距離首都布宜諾斯艾利斯260公里，由布宜諾斯艾利斯省負責管轄，始建於1827年12月27日，面積24平方公里，海拔高度81米，2001年人口82,427。

## 外部連結
- （西班牙文） Municipal website （页面存档备份，存于）
- （西班牙文） DiarioDemocracia.com （页面存档备份，存于） — Online newspaper and portal of the Junín area.
- （西班牙文） DiarioLaVerdad.com （页面存档备份，存于） — Another Online newspaper.